# Buster Posey
Gerald Dempsey „Buster“ Posey (* 27. März 1987 in Leesburg, Georgia) ist ein ehemaliger US-amerikanischer Baseballspieler in der Major League Baseball (MLB). Er spielte als Catcher (selten: First Baseman) bei den San Francisco Giants.

## Karriere
Nachdem Posey im Baseball-Team der Florida State University, den Florida State Seminoles, gespielt hatte, wurde er von den Giants im MLB Draft 2008 in der ersten Runde als fünfter Spieler überhaupt gewählt. Im August 2008 unterschrieb er einen Vertrag bei den Giants und erhielt dafür einen Bonus von 6,2 Mio. US-Dollar – den höchsten Bonus, der in der Geschichte des MLB-Drafts jemals gezahlt wurde. In der Saison 2009 spielte er im Farmsystem der Giants in den Minor Leagues. Nach einer Verletzung von Bengie Molina wurde er am 2. September 2009 ins Team der Giants berufen und gab sein Debüt in der MLB am 11. September.
Die Saison 2010 begann Posey beim Triple-A-Team Fresno Grizzlies. Am 29. Mai wurde er ins Team der Giants berufen und spielte zunächst als First Baseman. Für seine Leistungen im Juli 2010 wurde er als Player of the Month und als Rookie of the Month der National League ausgezeichnet. Nachdem die Giants Molina zu den Texas Rangers transferiert hatten, übernahm er Anfang August die Aufgabe des Starting Catchers. Mit den Giants zog er in die World Series 2010 ein und gewann diese gegen die Texas Rangers. Für seine Leistungen während der gesamten Saison wurde er als Rookie of the Year der National League ausgezeichnet.